# Château Corbin
Le château Corbin est un château situé dans la ville-haute de Liverdun en Meurthe-et-Moselle.

## Historique
Construit au XIXe siècle entre deux tours des remparts, il a été racheté en 1889 par Antoine Corbin (1835-1901), le père d'Eugène J.B. Corbin, un des mécènes de l'École de Nancy, puis par la famille Galilée en 1925. Le château a subi un incendie en 1904.
Le château présente une façade de type renaissance, et le parc offre une vue remarquable sur une boucle de la Moselle. La ville de Liverdun en a fait l'acquisition en 1996, pour le transformer en un centre socio-culturel et une médiathèque, située dans la tour ronde.
Il a été réhabilité en 2005.

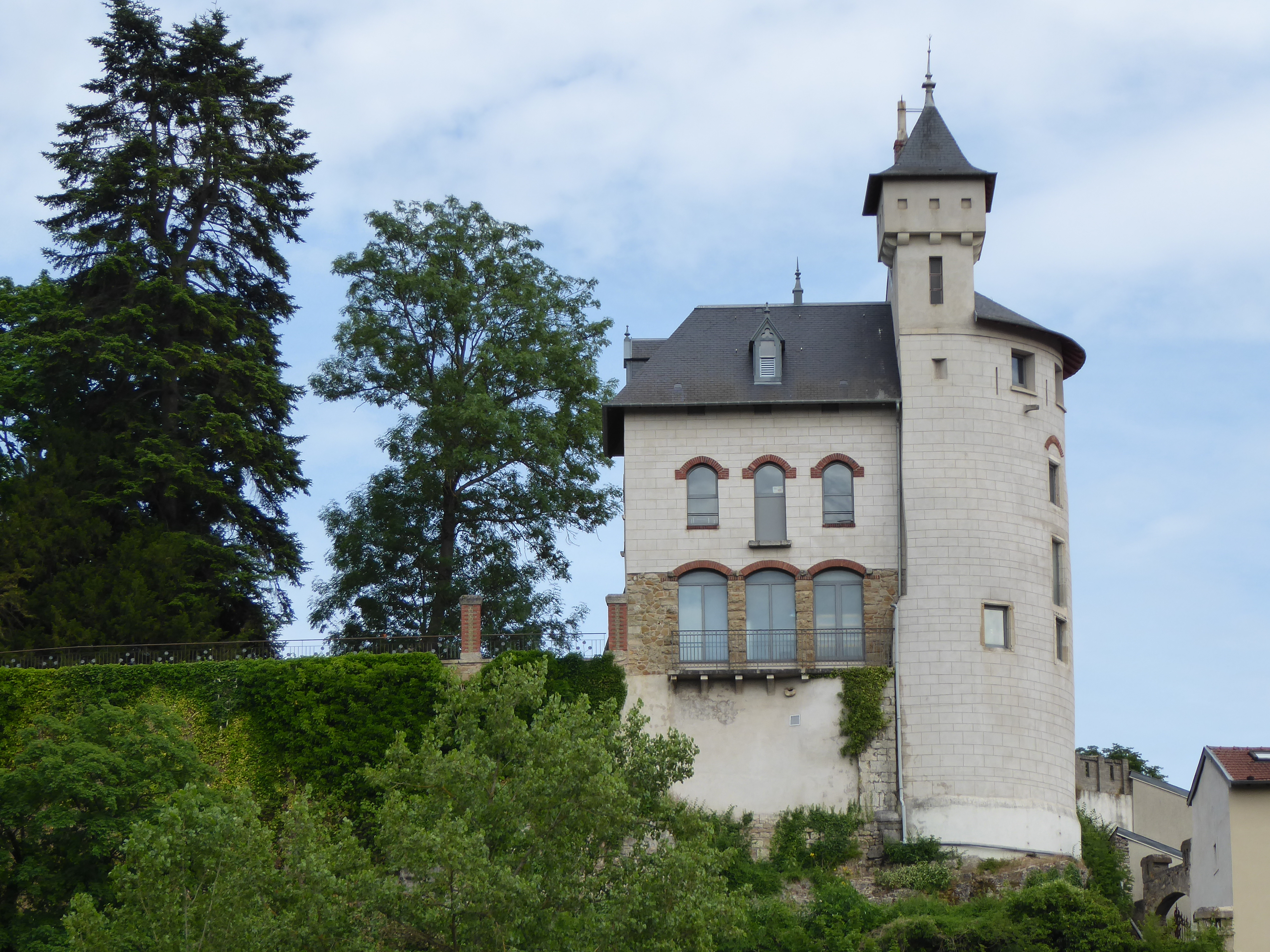
Face ouest vue depuis la rive de la Moselle. Le parc est à gauche.
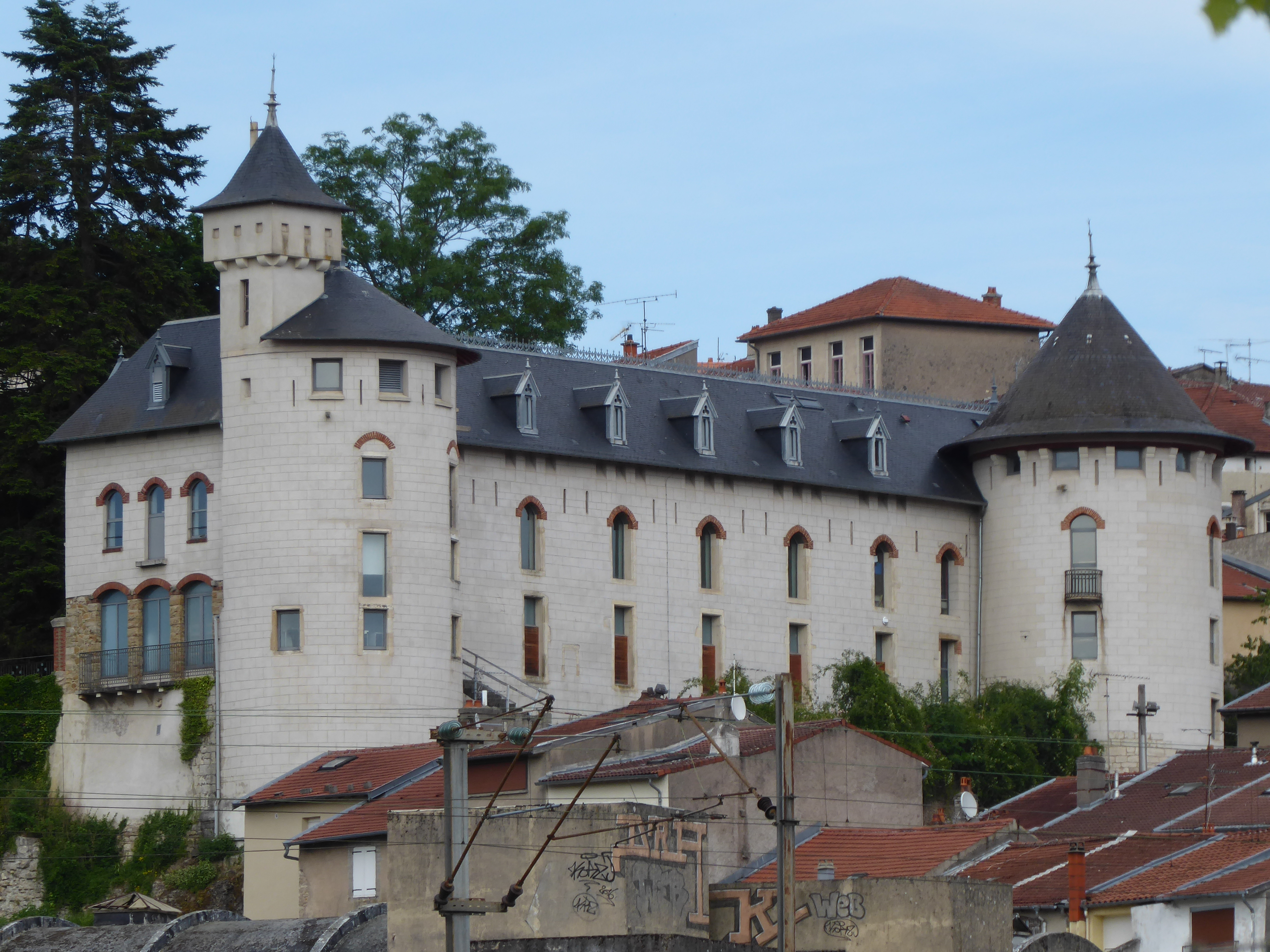
Vue du sud-ouest
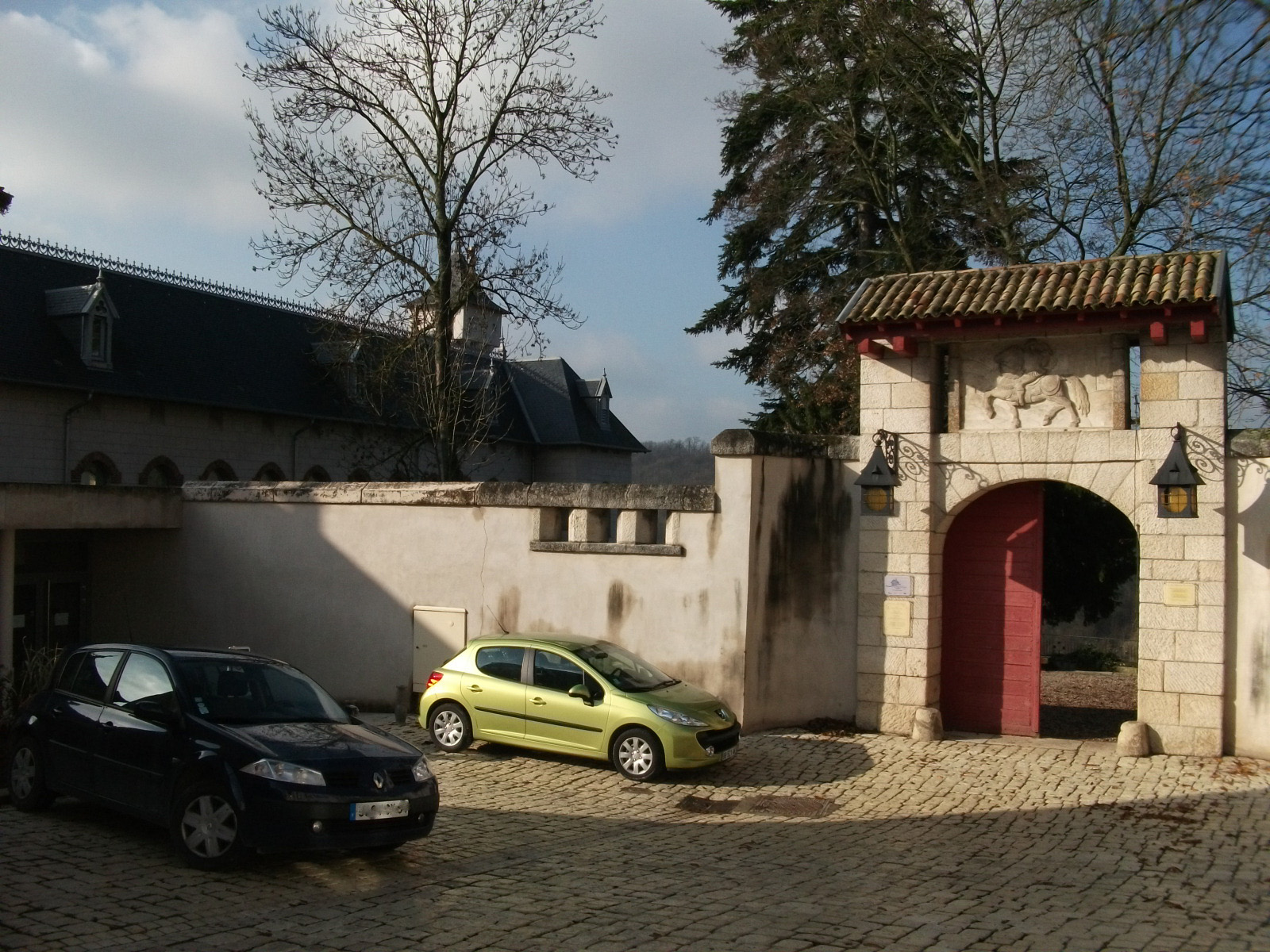
Entrée du parc du château, place de la Cagnotte